# John Hawken

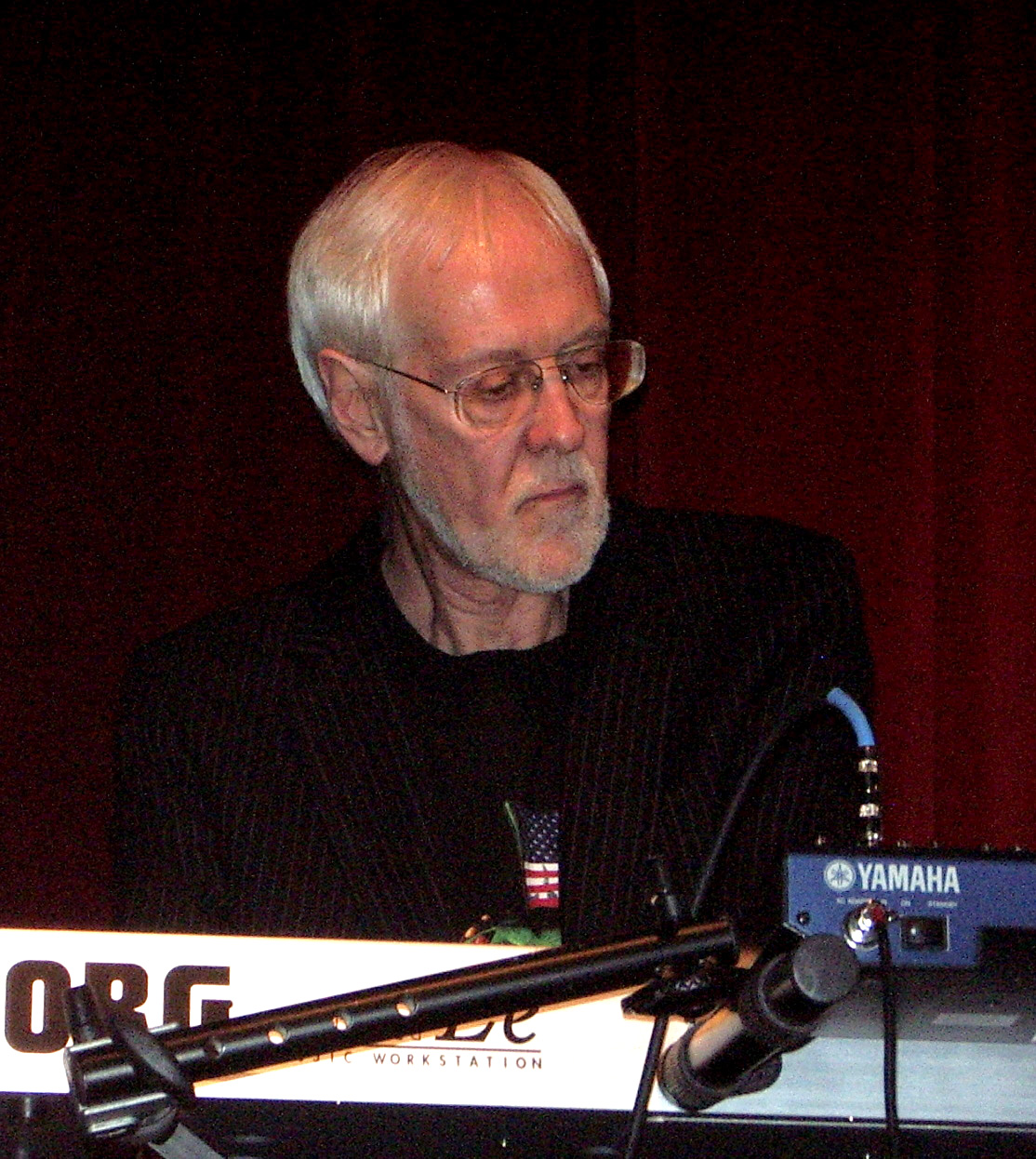
John Hawken, 2008

John Christopher Hawken (* 9. Mai 1940 in Bournemouth; † 15. Mai 2024 in Metuchen) war ein englischer Keyboarder. Bekanntheit erlangte er mit den Bands The Nashville Teens, Renaissance, und den Strawbs. Daneben spielte er bei Spooky Tooth, Third World War, Vinegar Joe und Illusion, sowie als Sessionmusiker für weitere Künstler.

## Leben
Hawken wurde am 9. Mai 1940 im südenglischen Bournemouth geboren. Unterstützt von seiner Mutter Dorothy Constance Hawken, einer ausgebildeten Pianistin und Malerin, lernte er vom fünften bis zum 18. Lebensjahr klassisches Klavierspiel. Nachdem sein Interesse für den Rock ’n’ Roll geweckt wurde, trat er 1960 in die Band Cruisers Rock Combo ein, in der auch der spätere Renaissance-Gitarrist Michael Dunford spielte.
Am 29. Oktober 1979 siedelten John, seine Frau Alexandra mit ihren Söhnen Barnaby und Jody von Großbritannien in die USA über, wo Hawken als Musiker in den zeitweisen Ruhestand ging.
2001 nahm Hawkien zusammen mit den noch lebenden Mitgliedern der Renaissance-Originalbesetzung, Jim McCarty, Jane Relf und Louis Cennamo, unter dem Bandnamen Renaissance Illusion das Album Through the Fire auf. 2004 schloss er sich dem Hero-and-Heroine-Lineup der Strawbs an und spielte auf Tourneen durch die USA und Europa, mit denen er die Alben Deja Fou und The Broken Hearted Bride aufnahm. Am 26. Juni 2008 zog sich Hawken aus den Tourneen zurück.
Im Oktober 2011 spielte Hawken einige Auftritte mit Jim McCarty und Jann Klose und trat mit den Strawbs auf der Show anlässlich des 50. Bandjubiläums auf.
Wenige Tage nach seinem 84. Geburtstag starb Hawken am 15. Mai 2024 an einer Hautkrebserkrankung in Metuchen (New Jersey).

## Diskographie

### The Nashville Teens
- 1964: Tobacco Road

### Renaissance
- 1969: Renaissance
- 1971: Illusion

### Third World War
- 1972: Third World War II

### Strawbs
- 1974: Hero and Heroine
- 1975: Ghosts
- 1995: Strawbs in Concert
- 2004: Déjà Fou
- 2005: Live at Nearfest
- 2008: Lay Down with the Strawbs
- 2008: The Broken Hearted Bride
- 2020: Live in Concert

### Illusion
- 1977: Out of the Mist
- 1978: Illusion
- 1990: Enchanted Caress (Aufgenommen 1979, Veröffentlicht 1990)
- 2001: Through the Fire (Unter dem Namen Renaissance Illusion)

### Kooperationen
- 1971: Luther Grosvenor – Under Open Skies
- 1971: Claire Hamill – One House Left Standing
- 1972: The Sutherland Brothers – Lifeboat
- 2007: The Smithereens – Meet the Smithereens!
- 2018: Jim McCarty – Walking in the Wild Land